# La Victoria (Hidalgo)
La Victoria es una localidad de México, localizada en el municipio de Metepec en el estado de Hidalgo.

## Geografía
Se encuentra en la región geográfica de la Sierra de Tenango; a la localidad le corresponden las coordenadas geográficas 20° 15’ 17.832” de latitud norte y 98° 17’ 38.424” de longitud oeste, con una altitud de 2210 m s. n. m. Cuenta con un clima templado subhúmedo con lluvias en verano, de mayor humedad.
En cuanto a fisiografía se encuentra en la provincia del Eje Neovolcánico, dentro de la subprovincia de Lagos y Volcanes de Anáhuac; su terreno es de sierra. En lo que respecta a la hidrografía se encuentra posicionado en la región del Pánuco, dentro de la cuenca el río Moctezuma, y en la subcuenca del río Metztitlán.

## Demografía
En 2020 registró una población de 556 personas, lo que corresponde al 4.25 % de la población municipal. De los cuales 268 son hombres y 288 son mujeres.
| Gráfica de evolución demográfica de La Victoria entre 1910 y 2020 |
|                                                                   |
| Población registrada por los censos y conteos del INEGI.          |